# 단군성전
단군성전은 충청북도 청주시 흥덕구에 있다. 2015년 4월 17일 청주시의 향토유적 제84호로 지정되었다.

## 개요
국조 단군의 영정을 봉안하기 위해 세운 사당이다.